# 距叉龙属
距叉龙（属名：Sefapanosaurus）是一属早期植食性蜥脚形亚目恐龙，生存于大约2亿年前早侏罗世的冈瓦纳大陆南部。
20世纪30年代末，南非扎斯特龙距莱索托边境约30（19英里）的艾略特组岩层中出土部分左脚和四具部分骨骼，包括几块神经棘和四肢骨骼。直到命名的几年前，这些化石还是金山大学进化研究所（Evolutionary Studies Institute／ESI）大型化石收藏的一部分。这些遗骸在正式研究中被归入地爪龙。进一步研究将遗骸确认为一个新物种，介于早期两足蜥脚形亚目和后来的巨型四足蜥脚类之间，增加了阿根廷和南非过渡蜥脚形亚目恐龙的数量，并进一步阐明其多样性。
本属于2015年6月23日在《林奈学会动物学杂志》上发表的一篇题为“南非基干蜥脚形类一新属与基干蜥脚形亚目的演化关系”（A new basal sauropodiform from South Africa and the phylogenetic relationships of basal sauropodomorphs）的文章中进行描述。属名取自塞索托语sefapano（交叉）和希腊语saurus，因为本属的一个显著特征是脚踝处的十字形距骨，种名取自化石发现地扎斯特龙。